# Kotera Yuki
Yuki Kotera (sinh ngày 12 tháng 7 năm 1986) là một cầu thủ bóng đá người Nhật Bản.

## Sự nghiệp câu lạc bộ
Yuki Kotera đã từng chơi cho Fagiano Okayama.